# Петар Јовићевић
Петар Јовићевић (Ријека Црнојевића, код Цетиња, 1913 — Пљевља, 1. децембар 1941), учесник Народноослободилачке борбе и народни херој Југославије.

## Биографија
Рођен је 1913. године у селу Ријека Црнојевића, код Цетиња, у свештеничкој породици. Четири разреда основне школе завршио је у родном месту, а малу матуру положио у цетињској гимназији. Због својих марксистичких уверења био је избачен из гимназије, након чега се бавио земљорадњом.
Члан Савеза комунистичке омладине Југославије постао је 1936, а члан Комунистичке партије Југославије 1940. године.
У Априлском рату је био додељен јединици Зетске дивизије при продору у Албанију. Након капитулације југословенске краљевске војске, вратио се у родни крај.
Учесник Народноослободилачке борбе је од 1941. године. Током Тринаестојулског устанка учествовао је у борби за ослобођење Ријеке Црнојевића.
Погинуо је приликом пробоја Ловћенског батаљона из обуча током битке за Пљевља 1. децембра 1941. године.
Указом председника Федеративне Народне Републике Југославије Јосипа Броза Тита, 27. новембра 1953. године, проглашен је за народног хероја.